# Tetley
Tetley – przedsiębiorstwo należące do koncernu Tata Tea Limited, jest drugim co do wielkości producentem herbaty. Sieć produkcji i dystrybucji należącego do indyjskiego Tata Group, Tetley rozciąga się na 40 krajów i sprzedaje ponad 60 marek herbat. Stanowi ona największą firmę herbacianą w Wielkiej Brytanii i w Kanadzie i drugą z kolei w USA.
Po przejęciu Tetley przez Tata Group w 2000 roku, jej interesy w Azji zostały w większości zintegrowane z Tata Tea, kompania ta planowała zintegrować światową sieć do 2006. Nowa grupa – Tetley-Tata Tea, jest drugą pod względem wielkości marką herbacianą na świecie, zaraz po należącej do Unilever marce Lipton.

## Historia
W roku 1837, dwóch braci, Joseph i Edward Tetley zaczęli sprzedaż herbaty, odnieśli taki sukces, że rozpoczęli działalność jako handlarze herbatą. W 1856 roku, Joseph i Edward Tetley założyli "Joseph Tetley & Company, Wholesale Tea Dealers". Tetley była pierwszą firmą, która zastosowała torebki do parzenia herbaty, miało to miejsce w 1953 w Wielkiej Brytanii.